# Casa Keaton
Casa Keaton (Family Ties) è una sitcom statunitense sulla vita di una comune famiglia statunitense con le esperienze della vita di tutti i giorni. Prodotta dalla Paramount di Los Angeles, negli Stati Uniti è stata trasmessa dalla NBC per sette stagioni, dal 1982 al 1989: in Italia andò in onda dal 25 settembre 1986 su Italia 1, trasmesso tutti i giovedì sera in un ciclo dedicato alle sitcom, intitolato I Risitors, in cui venivano trasmessi anche I Robinson, Cin Cin e Giudice di notte.

## Trama
I genitori Steven ed Elyse Keaton, molto innamorati, appartengono alla generazione degli hippy degli anni sessanta: la madre è architetto, mentre il padre lavora per il network televisivo WKS. Essi, ancora molto attaccati ai loro ideali giovanili, costituiscono le principali figure di riferimento per i loro figli coi quali si scontrano spesso a causa del fatto che i figli sono invece a proprio agio nella società consumistica degli anni ottanta. Alex, un ragazzo di 17 anni, è un conservatore e interessato alla finanza ed all'economia, ammiratore di Ronald Reagan; col tempo maturerà molto mantenendo comunque sempre le stesse passioni e convinzioni, fino a quando, nell'ultimo episodio della serie, se ne andrà a New York. Mallory, la secondogenita di due anni minore di Alex, è una ragazza alla moda, carina, un po' superficiale e con la fissazione per i vestiti e i centri commerciali; nonostante si scontri spesso con Alex, lo aiuterà in alcune situazioni imbarazzanti. Jennifer è la sorella minore, ed è la più tranquilla della famiglia. A partire dalla quarta serie fa la sua comparsa anche il piccolo Andrew, che viene cresciuto da Alex a propria immagine e somiglianza.

## Episodi
| Stagione         | Episodi | Prima TV originale | Prima TV Italia |
| ---------------- | ------- | ------------------ | --------------- |
| Prima stagione   | 22      | 1982-1983          | 1986            |
| Seconda stagione | 23      | 1983-1984          | 1988            |
| Terza stagione   | 23      | 1984-1985          | 1988            |
| Quarta stagione  | 28      | 1985-1986          | 1988            |
| Quinta stagione  | 30      | 1986-1987          | 1989            |
| Sesta stagione   | 28      | 1987-1988          | 1990            |
| Settima stagione | 26      | 1988-1989          | 1992            |

## Personaggi e interpreti

### Principali
- Elyse Donelly Keaton, interpretata da Meredith Baxter, doppiata da Vittoria Febbi.
- Steven Keaton, interpretato da Michael Gross, doppiato da Sergio Di Stefano.
- Alex P. Keaton, interpretato da Michael J. Fox, doppiato da Sandro Acerbo.
- Mallory Keaton, interpretata da Justine Bateman, doppiata da Silvia Tognoloni.
- Jennifer Keaton, interpretata da Tina Yothers, doppiata da Rossella Acerbo.
- Andrew "Andy" Keaton, interpretato da Brian Bonsall, doppiato da Federica De Bortoli.

### Secondari
- Irwin "Skippy" Handelman, interpretato da Marc Price, doppiato da Riccardo Rossi.
- Nick Moore, interpretato da Scott Valentine, doppiato da Fabio Boccanera.
- Ellen Reed, interpretata da Tracy Pollan, doppiata da Emanuela Rossi.
- Lauren Miller, interpretata da Courteney Cox, doppiata da Micaela Esdra (prima voce) e da Emanuela Rossi (seconda voce).

### Guest star
Alcuni famosi attori hanno partecipato occasionalmente a qualche episodio:
- Tom Hanks nel ruolo di Ned Donnelly, il fratello di Elyse, nella prima e seconda stagione;
- Daphne Zuniga nel ruolo di Rachel Miller, compagna di liceo e fidanzata di Alex nella seconda stagione;
- Geena Davis nel ruolo di Karen Nicholson nella terza stagione;
- Tracy Pollan, oggi moglie di Michael J. Fox, nel ruolo di Ellen Reed, fidanzata di Alex, nella quarta stagione;
- River Phoenix nel ruolo di Eugene Forbes, Alex ne è precettore, nella quarta stagione;
- Courteney Cox nel ruolo di Lauren Miller, fidanzata di Alex nella sesta e settima stagione.

## Colonna sonora
La sigla Without Us, scritta da Jeff Barry e Tom Scott, era cantata da Mindy Sterling e Dennis Tufano per i primi dieci episodi e successivamente da Johnny Mathis e Deniece Williams.

## Riconoscimenti
La serie ha ottenuto molti premi, tra cui 3 Emmy Awards vinti da Michael J. Fox.